# 교동초등학교 (경남)
교동초등학교는 대한민국 경상남도 창원시에 있는 공립 초등학교이다.

## 학교 연혁
- 1980. 03. 03 개교(13학급-회원초에서)
- 1980. 10. 16 신축교사에서 개교식
- 1987. 02. 14 병설유치원 인가
- 1989. 11. 23 (도)과학교육 시범학교
- 1998. 03. 25 급식소 개소
- 1998. 06. 04 (교)인성자율시범학교
- 2001. 03. 01 (도)주5일 수업제 실험학교 (2년간)
- 2006. 04. 03 교육복지투자 우선지역 지원시험 운영
- 2006. 11. 13 (도)운동종목(수영)시범학교 운영보고회
- 2007. 11. 20 햇살마루 도서관 개관
- 2008. 08. 30 급식소 기기 바닥 교체
- 2008. 12. 23 학교급식발전표창-교과부
- 2009. 02. 18 제29회 졸업식(89명)
- 2009. 12. 10 제6회 친환경농업대상 학교급식 영역 우수상 수상(농림수산식품부장관)
- 2010. 02. 18 제30회 졸업식(총 졸업생수 : 6,192명)
- 2010. 03. 01 경상남도교육청 지정 밥상머리교육정책연구학교 지정
- 2010. 09. 01 제16대 전상택 교장 부임
- 2010. 12. 03 학교평가 우수학교 선정
- 2011. 02. 18 제31회 졸업식(총 졸업생수 : 6,266명)
- 2012. 02. 15 제32회 졸업식(총 졸업생수 : 6,340명)
- 2013. 02. 20 제33회 졸업식(총 졸업생수 : 6,397명)
- 2013. 03. 01 제17대 이영희 교장 부임
- 2014. 02. 20 제34회 졸업식(총 졸업생수 : 6,440명)
- 2014. 09. 01 제18대 김영수 교장 부임
- 2015. 02. 17 제35회 졸업식(총 졸업생수: 6,474명)

## 참고 자료
- 교동초등학교 - 한국교육학술정보원 학교알리미